# Дцовеноц (Долина Аосте)
Дцовеноц је насеље у Италији у округу Долина Аосте, региону Долина Аосте.
Према процени из 2011. у насељу је живело 67 становника. Насеље се налази на надморској висини од 1591 м.